# Giambattista Bortoli
Giambattista Bortoli (Venezia, 21 luglio 1695 – Roma, 14 marzo 1776) è stato un teologo e arcivescovo cattolico italiano.

## Biografia
Figlio di Cipriano Apollonio e di Girolama, conseguita la laurea in utroque iure, fu ordinato sacerdote nel 1718 dal patriarca di Venezia Pietro Barbarigo e si dedicò allo studio del diritto canonico e della storia ecclesiastica. Nel 1723 venne creato canonico della cattedrale di Ceneda.
Nel 1728 diede alle stampe il De aequitate, opera di carattere giuridico che lo rese tanto celebre da meritarsi la seconda cattedra di diritto canonico all'università di Padova (1731), venendo più tardi trasferito alla prima cattedra (1739). Nello stesso ateneo conseguì la laurea in teologia (1740), per divenire poi teologo del vescovo di Ceneda. Successivamente fu nominato vicario generale della stessa diocesi.
Il 21 dicembre 1747, a Roma, il cardinale Daniele Dolfin lo consacrò vescovo della diocesi di Feltre. Riuscì a dividersi tra l'attività pastorale e gli studi, e nel 1749 pubblicò l'Institutiones iuris canonici, considerata la sua opera più significativa. Il volume mette in luce le posizioni filo-papali del Bortoli il quale ritiene del tutto privi di validità gli atti dei concili ecumenici non approvati dal pontefice.
Aspetti molto vicini a questi sono trattati nell'Apologia pro Honorio I Romano Pontifice, correlata da una dedica a papa Benedetto XIV. Nel testo il Bortoli polemizza contro i gallicani che tentavano di dimostrare la fallibilità del pontefice sulla base del concilio di Costantinopoli III, in cui Onorio I venne accusato di non aver perseguitato il monotelismo con sufficiente zelo; l'autore, che cerca di salvare sia l'autorità del papa, sia quella del concilio, afferma che a cadere in errore furono i singoli vescovi, e non l'intera assemblea. Contro queste tesi, nel 1756 Domenico Antonio Baldassarri pubblicò un'Epistola apologetica pro patribus sextae synodi.
Nel 1757, a causa di alcune dispute con il capitolo di Feltre, lasciò la diocesi e si trasferì a Roma dove il 28 marzo dello stesso anno venne nominato arcivescovo titolare di Nazianzo. Subito divenne segretario dei prelati votanti Sacra Visita apostolica ed esaminatore del clero. All'apertura del conclave del 1758 recitò l'orazione De Pontifice Maximo post obitum Benedicti XIV deligendo.
Nel frattempo strinse amicizia con alcuni giansenisti e frequentò le riunioni del movimento alla Chiesa Nuova; non è possibile definire con precisione la sua posizione in merito, certo fu un simpatizzante degli scismatici di Utrecht. Più conosciuta la sua attività contro la Curia e i gesuiti, schierandosi con la politica che Guillaume du Tillot perseguiva nel ducato di Parma e Piacenza. Fu contrario a una condanna nei suoi confronti, ricordando come l'attività del ministro colpiva sì l'immunità e i beni ecclesiastici, ma non coinvolgeva la dottrina cattolica e, pertanto, dichiarò di non condividere l'applicazione della bolla In coena Domini contro di lui; un'azione intransigente, ricordò, avrebbe potuto portare a un grave scisma così come si era a su tempo consumato con la Chiesa anglicana.
Probabilmente, il Bortoli sperava che la lotta contro i gesuiti potesse contribuire a rimuovere dalla Chiesa ogni interesse mondano, come emerge dal Parere di un illustre ecclesiastico sull'abolizione della Compagnia di Gesù da presentarsi al conclave nella morte di Clemente XIII, composto nel 1769 in collaborazione con altri frequentatori della Chiesa Nuova, ovvero Mario Compagnoni Marefoschi, Innocenzo Conti e Diomede Carafa di Columbrano.
Nel 1769 fu nominato sigillatore della Penitenzieria Apostolica.

## Genealogia episcopale
La genealogia episcopale è:
- Cardinale Scipione Rebiba
- Cardinale Giulio Antonio Santori
- Cardinale Girolamo Bernerio, O.P.
- Arcivescovo Galeazzo Sanvitale
- Cardinale Ludovico Ludovisi
- Cardinale Luigi Caetani
- Cardinale Ulderico Carpegna
- Cardinale Paluzzo Paluzzi Altieri degli Albertoni
- Cardinale Gaspare Carpegna
- Cardinale Fabrizio Paolucci
- Cardinale Daniele Dolfin
- Arcivescovo Giovanni Battista Bortoli